# ورزشگاه بولا
ورزشگاه بولا (به لاتین: Bhola Stadium) یک ورزشگاه در بنگلادش است که در ناحیه بهولا واقع شده‌است.